# 巴克沙里夫卡
49°11′7″N 36°36′7″E / 49.18528°N 36.60194°E
巴克沙里夫卡（烏克蘭語：Бакшарівка）是位於烏克蘭東部的村莊，由哈爾科夫州洛佐瓦區的洛佐瓦市鎮負責管轄。該村處於別列卡河左岸，距離澤萊內哈伊1公里，始建於1920年，面積0.19平方公里，海拔高度90米，2001年人口52。